# Genetski modificirani organizmi
Genetski modificirani organizmi (GMO) su bilo koji organizmi čiji je genetski materijal izmijenjen korištenjem tehnika genetskog inženjerstva. 
Precizna definicija genetskog inženjerstva varira, no najčešća se misli na namjernu promjenu organizma na način koji se ne događa razmnožavanjem i spontanom rekombinacijom u prirodi. 
Čovjek je genetski modificirao velik broj vrsta, od bakterija i virusa do biljaka i životinja. Geni i skupine gena mogu se prenositi unutar same vrste, između vrsta (rezultat su transgeni organizmi), čak i između carstava. 
Ako se dodaju geni drugih vrsta, radi se o horizontalnom prijenosu. Ono se javlja i u prirodi kada iz bilo kojeg razloga strana DNA uđe u stanicu. U kontroliranim uvjetima, geni koje se želi ubaciti u genom ciljanog organizma moraju se povezati s virusom (virusni vektor), ili ih unijeti fizičkim putem putem plazmida.  

## Razvoj
Prva vrsta genetski modificirana genetskim inženjeringom je bakterija Escherichia coli promijenjena tako da proizvodi određenu bjelančevinu koju inače proizvodi bakterija iz roda Salmonella.
Na konferenciji u Asilmaru 1975. godine počelo se raspravljati o opasnostima povezanim s genetičkim inženjeringom, a glavni zaključak je bio da se korištenje ove tehnologije mora kontrolirati od strane države sve do trenutka kad će se sa sigurnosti znati da je bezopasna.
Herbert Boyer je osnovao prvu tvrtku koja je koristila tehnologiju rekombinantne DNA, Genetech. Tvrtka je 1978. proizvela su soj E. coli koji je proizvodio humani inzulin, što je omogućilo pad cijene lijeka za ljude oboljele od dijabetesa.
1983. godine uzgojen je GM duhan otporan na određeni antibiotik.
1985. godine u ex vitro uvjetima razvijene su prve GM biljke otporne na neke insekte, viruse i bakterije.
Godine 1986. prva probna testiranja bakterija koje su genetski promijenjene da zaštite biljke od leda izvršila je mala tvrtka Advanced Genetic Sciences iz Oaklanda, u Kaliforniji. Iste godina počeo je s terenskim istraživanjima i Monsanto.
Krajem 1980-tih počeo se uzgajati manji broj eksperimentalnih usjeva s GM biljkama u Kanadi i SAD-u. Po prvi put su komercijalno korišteni polovicom devedesetih godina dvadesetog stoljeća. Odonda se koriste sve više.
1990. počeo je prvi uspješni ex vitro uzgoj industrijske biljke pamuk
1994. razvijena je sorta rajčice CGN-89564-2 pod imenom "Flavr Savr", prva odobrena za ljudsku prehranu od strane Američke agencije za hranu i lijekove (FDA)
1995. komercijalizirane su neke biljke rezistentne na herbicide i insekte
1997. GM kukuruz odobren za prehranu od strane Europske unije

## Upotreba
GMO se koristi u biološkim i medicinskim istraživanjima, proizvodnji lijekova, eksperimentalnoj medicini i poljoprivredi. Kontroverzna, ali široko prihvaćena je upotreba GM tehnologije kao pravo patenta nad urodima hrane. Najveći dio GM usjeva na svijetu je u vlasništvu američke korporacije Monsanto.
Prema International Service for the Acquisition of Agri-Biotech Applications (ISAAA), godine 2010. je oko 15 milijuna poljoprivrednika uzgajalo je GM usjeve u 29 zemalja. Njih 90% nalazi se u siromašnim zemljama u razvoju kao što su: Indija, Kina, Filipini, Južnoafrička Republika. Globalna komercijalna vrijednost GM usjeva je 2008. procijenjena na 130 milijardi USD. U SAD su oko 81-86% usjeva kukuruza, 88-90% svih usjeva soje i 81-93 % usjeva pamuka usjevi kod kojih je korištena GM tehnologija. 
I pored toga što postoji širok znanstveni konsenzus da GM hrana ne nosi osobite rizike koji postoje kod drugih metoda genetske modifikacije, korištenje GMO je izazvalo mnoge kontroverze širom svijeta. Protivnici tvrde da se je nepoželjno mijenjati biološke procese koji su prirodno evoluirali tijekom dugog razdoblja, a neki naglašavaju da moderna znanost ne može u potpunosti shvatiti sve moguće potencijalne negativne utjecaje ovih promjena. Drugi u ovom vide prirodni razvoj ljudske težnje da stvori usjev s najpoželjnijim karakteristikama, a posljednjih godina pojavljuju se tvrdnje da GM namirnice uzrokuju rak, neplodnost i cijeli niz drugih negativnih posljedica na ljudski organizam. Ove tvrdnje, od kojih su mnoge nastale nepoznavanjem problematike, nemaju znanstvenih dokaza i nisu prihvaćene od znanstvene zajednice.

### Primjeri genetski modificiranih biljaka
Rajčica s odgođenim zrenjem "Flavr Savr", Bt usjevi – biljke otporne na štetočine, biljke otporne na herbicide, biljke s poboljšanim hranjivim vrijednostima (zlatna riža), biljke s uklonjenim alergenima, biljke koje sadrže cjepiva.

### Transgenične životinje
Transgenične životinje se koriste za eksperimente u biomedicinskim istraživanjima, posebno prilikom otkrivanja i razvoja lijekova za razne opasne bolesti. Mijenjanjem DNA ili dodavanjem gena genomu određene životinje, njena DNA proizvodi proteine koji se koriste prilikom liječenja.
Ovakve su se životinje počele komercijalno koristiti od 6. veljače 2009. kada je FDA odobrila prvi lijek za ljude dobiven od transgenične životinje (koze). Lijek ATryn je antikoagulans i dobiva se iz mlijeka GM koza.

### Transgenični mikrobi
Bakterije su zbog svoje jednostavne strukture bile prvi organizmi koji su modificirani u laboratoriju. Danas se koriste u razne svrhe, a posebno su važne za proizvodnju velikih količina ljudskih proteina koji se koriste u medicini, npr. inzulina što je izuzetno pojeftinilo njihovu proizvodnju i dostupnost, spašavajući ogromni broj života oboljelih.
Radi se na razvijanju GM virusa koji bi kao vektori predstavljali osnovu genske terapije.

## Vanjske poveznice
- Genetički modificirani organizam Hrvatska tehnička enciklopedija, portal hrvatske tehničke baštine. LZMK